# Фюгеста
Фюгеста (на шведски: Fjugesta) е град в централна Швеция, лен Йоребру. Главен административен център на община Лекебери. Намира се на около 200 km на запад от столицата Стокхолм и на около 20 km на югозапад от Йоребру. Има жп гара. Населението на града е 2033 жители според данни от преброяването през 2010 г.